# 渚の『・・・・・』
「渚の『・・・・・』」（なぎさのかぎかっこ）は、うしろゆびさされ組通算4枚目のシングル。1986年8月27日発売。発売元はキャニオンレコード。

## 解説
『ハイスクール!奇面組』3曲目のオープニングテーマとなった（片面はエンディングテーマ）。
「渚の『・・・・・』」の楽曲名の表記は、鉤括弧は二重鉤括弧（『　』）、鉤括弧内の点「・・・・・」は中央に5つ点が横に並んだ五点リーダーが正式表記。
うしろゆびさされ組のシングルとして唯一、ジャケット下部のバーコード印字が通常の左下ではなく右下にあった作品。

## 収録曲
1. 渚の『・・・・・』　（4:17）
  - 作詞：秋元康　作曲・編曲：後藤次利

CX系アニメ『ハイスクール!奇面組』オープニングテーマ
2. のっとおんりぃ★ばっとおるそう　（4:16）
  - 作詞：秋元康　作曲・編曲：後藤次利

CX系アニメ『ハイスクール!奇面組』エンディングテーマ

## 収録アルバム
- AN bALANCING TOY
- ∞ (#1)
- うしろゆびさされ組+うしろ髪ひかれ隊 SINGLESコンプリート
- MYこれ!クション うしろゆびさされ組BEST
- スーパーベスト (#1)
- NON-STOP おニャン子 (#1)
- 家宝 (#1)
- おニャン子クラブA面コレクション Vol.2 (#1)
- おニャン子クラブB面コレクション Vol.2 (#2)

## カバー
W（辻希美・加護亜依によるユニット）が2004年発売アルバム『デュオU&U』でカバーした。